# George Baquet
Pour les articles homonymes, voir Baquet.
George Baquet (nom courant George F. Baquet), est un musicien de jazz, clarinettiste et saxophoniste américain (né à La Nouvelle-Orléans en 1883, décédé à La Nouvelle-Orléans le 14 janvier 1949,).
Il est le professeur de Sidney Bechet.

## Biographie
George Baquet commence la clarinette initié par son père Theogene, lui-même clarinettiste, à l'âge de quatorze ans en 1897. Trois ans plus tard, il entre dans le premier groupe de Onward Brass Band de la Nouvelle-Orléans.
 
En 1908, il travaille avec le trompettiste Freddie Keppard puis ils partent rejoindre en 1914, le bassiste Bill Johnson et son Original Creole Orchestra pour une tournée à travers les États-Unis.
Il est le frère des musiciens Achille Baquet et Harold Baquet.